# 813

## Události
Byzantský císař Michael I. Rangabe byl poražen ve válce proti Bulharům.

## Hlavy státu
- Papež – Lev III. (795–816)
- Anglie
  - Wessex – Egbert
  - Essex – Sigered (798–825)
  - Mercie – Coenwulf (796–821)
- Franská říše – Karel I. Veliký (768–814)
- První bulharská říše – Krum
- Byzantská říše – Michael I. Rangabe (811–813) » Leon V. Arménský (813–820)
- Svatá říše římská – Karel I. Veliký + Ludvík I. Pobožný